# 109 Herculis
109 Herculis, som är stjärnans Flamsteed-beteckning, är en ensam stjärna i den mellersta delen av stjärnbilden Herkules. Den har en genomsnittlig skenbar magnitud på ca 3,84 och är synlig för blotta ögat där ljusföroreningar ej förekommer. Baserat på parallaxmätning inom Hipparcosuppdraget på ca 27,5 mas, beräknas den befinna sig på ett avstånd på ca 119 ljusår (ca 36 parsek) från solen. Den rör sig närmare solen med en heliocentrisk radialhastighet på ca –58 km/s. och kan komma så nära jorden som 81 ljusår om ca 328 000 år.

## Nomenklatur
109 Herculis bildade tillsammans med 93 Herculis, 95 Herculis och 102 Herculis den av den polsk-tyske astronomen Jan Hevelius i slutet av 1600-talet introducerade stjärnbilden Kerberos (stjärnbild). Den föll emellertid snabbt ur bruk.

## Egenskaper
109 Herculis är en orange till gul jättestjärna av spektralklass K2 IIIab, som ingår i röda klumpen,  vilket anger att befinner sig på den horisontella jättegrenen och genererar energi genom termonukleär fusion av helium i dess kärna. Den har en massa som är ungefär lika med en solmassa, en radie som är ca 12 solradier och utsänder ca 57 gånger mera energi än solen från dess fotosfär vid en effektiv temperatur på ca 4 600 K.
109 Herculis är en misstänkt variabel som varierar mellan visuell magnitud +3,82 och 3,86 och varierar utan någon fastställd periodicitet.